# Клетинич, Евгений Самойлович
Евгений Самойлович Клетинич (5 июня 1937, Кишинёв, Королевство Румыния — 15 мая 2022, Лехавим, Израиль) — молдавский советский музыковед, педагог. Кандидат искусствоведения (1978).

## Биография
Родился в семье врача-рентгенолога, выпускника Ясского университета. Вернулся в Кишинёв из эвакуации в 1945 году. В 1959 году окончил Кишинёвскую консерваторию по классу скрипки И. Л. Дайлиса и Г. И. Няги, а в 1968 году — Институт искусств имени Г. Музическу по классу музыковедения С. М. Лобеля и в 1975 году аспирантуру при отделе этнографии и искусствоведения АН Молдавской ССР под руководством В. В. Протопопова. Диссертацию кандидата искусствоведения защитил по теме «О принципах формообразования и вариационности в симфониях композиторов Советской Молдавии» (1978).
В 1957—1963 годах работал скрипачом в симфоническом оркестре Молдавской филармонии и Молдгосджазе под управлением Шико Аранова. С 1963 года — преподаватель сольфеджио в Кишинёвской средней специальной музыкальной школе-интернате имени Е. Коки. С 1976 года также преподавал в Кишинёвском институте искусств.
Автор нескольких монографий и ряда статей о творчестве молдавских композиторов. Член Союза композиторов Молдавии с 1970 года.
С 1992 года — в Израиле.

## Семья
- Жена — Галина Исаевна Клетинич, музыкальный педагог, пианистка.
  - Сын — Борис Клетинич (род. 1961), певец, литератор, режиссёр-документалист[7].
  - Сын — Вадим Клетинич (род. 1966), врач, майор медицинской службы.
- Племянница — Розанна Клетинич, автор сценария фильмов «Поезд в Калифорнию» (Фаворит и Eolis-film, 1993), «Наваждение» (Киностудия им. Горького, Аквариус, Эолис-фильм, 1994), «Танго над пропастью» (Pro film, Молдова-фильм, Бояна, 1997).

## Монографии
- Соломон Лобель. С нотами. М.: Советский композитор, 1973. — 96 с.
- Творчество В. Загорского. М.: Советский композитор, 1976. — 120 с.
- Василе Загорский. Избранные вокальные произведения. Составитель и автор предисловия Е. С. Клетинич. Кишинёв: Картя молдовеняскэ, 1976.
- Музыкальная культура Молдавской ССР. Составитель Е. С. Клетинич. М.: Музыка, 1978. — 285 с.
- Очерки о советских молдавских композиторах. С нотами. Кишинёв: Литература артистикэ, 1984. — 193 с.
- Композиторы Советской Молдавии: Д. Г. Гершфельд, Л. С. Гуров, В. Г. Загорский, С. Г. Лунгул, Г. С. Няга. Кишинёв: Литература артистикэ, 1987. — 291 с.
- Евгений Дога — знакомый и неизвестный. М.: Композитор, 1999. — 226 с.